# Sugar Sugar
「Sugar Sugar」（シュガー・シュガー）は、日本のコーラス・グループであるEVEが1987年8月26日にリリースした2枚目のシングルである。

## 概要
前作「恋はパッション」から6ヶ月ぶりのシングル。
「Sugar Sugar」は、前作の「TRA-LA-LA」に引き続き、'87 丸井 赤いカード CFソングに起用された。

## 収録曲
| 全編曲: Mark Davis。 |                 |               |            |      |
| #                    | タイトル        | 作詞          | 作曲       | 時間 |
| 1.                   | 「Sugar Sugar」 | Clara & Leona | Mark Davis | 4:01 |
| 2.                   | 「Say Say」     | Brian Richy   | 作曲研究所 | 4:07 |
| 合計時間:            | 合計時間:       | 合計時間:     | 合計時間:  | 8:08 |